# Semelinang Tebing
Semelinang Tebing is een bestuurslaag in het regentschap Indragiri Hulu van de provincie Riau, Indonesië. Semelinang Tebing telt 2869 inwoners (volkstelling 2010).